# 消費者安全法
消費者安全法（しょうひしゃあんぜんほう、平成21年6月5日法律第50号）は、消費者の消費生活における被害防止と安全確保に関する日本の法律である。

## 趣旨
第1条によれば、「消費者の消費生活における被害を防止し、その安全を確保するため、内閣総理大臣による基本方針の策定について定めるとともに、都道府県及び市町村による消費生活相談等の事務の実施及び消費生活センターの設置、消費者事故等に関する情報の集約等、消費者安全調査委員会による消費者事故等の調査等の実施、消費者被害の発生又は拡大の防止のための措置その他の措置を講ずることにより、関係法律による措置と相まって、消費者が安心して安全で豊かな消費生活を営むことができる社会の実現に寄与することを目的とする」。消費者庁及び消費者委員会設置法、消費者庁及び消費者委員会設置法の施行に伴う関係法律の整備に関する法律と並び、消費者庁関連3法の一つに数えられる。2012年の改正では、所管官庁のない被害案件については消費者庁が自ら行政処分を行うことができるようになり、2014年の改正では、地域の見守りネットワーク、消費生活センターの強化等が定められ、より充実した内容となった。